# Joachim Jaeger
Joachim Daniel Jaeger (* 26. Mai 1935 in Johanngeorgenstadt) ist ein deutscher evangelisch-lutherischer Geistlicher.

## Leben
Jaeger stammt aus Johanngeorgenstadt im sächsischen Erzgebirge. Er ließ sich zum Maschinenschlosser ausbilden und nahm anschließend ein Ingenieurstudium an der Technischen Hochschule Karl-Marx-Stadt auf. Danach studierte er Evangelische Theologie in Ost-Berlin und Naumburg.
1967 wurde Jaeger als evangelischer Pfarrer ordiniert. 1973 wurde er Studentenpfarrer in Halle (Saale), 1977 Superintendent in Nordhausen. 1986 wurde er zum Propst der Propstei Südharz (mit Sitz in Nordhausen) in der Evangelischen Kirchenprovinz Sachsen berufen und erlebte dort die politische Wende, in der er den „Runden Tisch“ moderierte. Ehrenamtlich betätigte er sich im Bereich der Denkmalpflege und leitete von 1991 bis 1994 das Kuratorium der KZ-Gedenkstätte Mittelbau-Dora. Als 1994 die Propsteien Südharz und Erfurt vereinigt wurden, übernahm Jaeger die Leitung der Propstei Erfurt-Nordhausen und lebt seither in Erfurt. 2000 trat er in den Ruhestand.
Jaeger versteht sich als Theologe, der eine Beschränkung christlicher Existenz auf innerkirchliche Belange bestreitet und sich für die Gestaltung gerechter sozialer Verhältnisse einsetzt. Bei einem Seminarwochenende der Gemeindegruppe Kapellendorf der Christlichen Friedenskonferenz predigte er im Gottesdienst über das revolutionäre Wirken von Thomas Müntzer.
Joachim Jaeger hat zwei Töchter und zwei Söhne. Einer der Söhne ist der Rostocker Politiker der Grünen Johann-Georg Jaeger.

## Ehrungen
- Bundesverdienstkreuz am Bande (24. Oktober 1991)[2]
- Ehrenbürger der Stadt Nordhausen (2009)